# Потапов, Василий Викторович
Василий Викторович Потапов (8 ноября 1972 — 20 марта 2009) — майор Вооружённых Сил Российской Федерации, погиб при исполнении служебных обязанностей во время Второй чеченской войны, кавалер ордена Мужества (посмертно).

## Биография
Василий Викторович Потапов родился 8 ноября 1972 года в селе Филипповск Зиминского района Иркутской области. В шестилетнем возрасте вместе со своей семьёй переехал в город Усолье-Сибирское. В 1989 году окончил среднюю школы № 15 в этом городе, после чего попытался поступить в Алма-Атинское высшее военное общевойсковое командное училище, но не сумел набрать проходного балла. Вернувшись в Усолье-Сибирское, трудился на заводе горного оборудования.
10 ноября 1990 года Потапов был призван на службу в Вооружённые Силы СССР. Обучение проходил в учебной части воздушно-десантных войск под Харьковом. Став сержантом, служил в частях Дальневосточного военного округа, а затем в 14-й армии в Молдавии. Будучи заместителем командира взвода, участвовал в вооружённом конфликте в Приднестровье. По завершении срочной службы продолжил служить. В апреле 1993 года Потапов был направлен в Югославию, в состав отдельного пехотного батальона Российской Федерации Миротворческого контингента Организации Объединённых Наций.
В ноябре 1994 года вернулся в Россию, где был направлен для дальнейшего прохождения службы в Ангарский оперативный полк Внутренних войск Министерства внутренних дел Российской Федерации, на должность инструктора группы спецназа. Участвовал в Первой чеченской войне, будучи командиром группы специального назначения. В боях был ранен. Экстерном окончил Владикавказское военное командное училище Внутренних войск Министерства внутренних дел Российской Федерации, а в 2008 году — Восточно-Сибирский институт Министерства внутренних дел Российской Федерации. С началом Второй чеченской войны неоднократно командировался на Северный Кавказ, принимал участие в контртеррористических мероприятиях по восстановлению конституционного порядка.
20 марта 2009 года в ходе разведывательного поиска у села Какашура Карабудахкентского района Дагестана отряд спецназа, в который входил и майор Потапов, столкнулся с незаконным вооружённым формированием и принял бой. Когда погиб командир разведывательной группы, Потапов принял его обязанности на себя. Ведя автоматный огонь по противнику, он подавил несколько огневых точек, но при этом был тяжело ранен. Оставшись вместе с одним из разведчиков на передовой, он прикрывал перемещение своих товарищей на другую огневую позицию. Получив второе ранение в грудь, Потапов вскоре скончался. Разведчик Ибрагимов, находившийся вместе с ним, попытался спасти командира, но был убит снайпером. Ценой своих жизней они обеспечили успех боя.
Похоронен на городском кладбище города Усолье-Сибирское Иркутской области.
Указом Президента Российской Федерации от 13 июня 2009 года майор Василий Викторович Потапов посмертно был награждён орденом Мужества. Кроме того, за многочисленные боевые заслуги он был удостоен медалей Суворова и «За воинскую доблесть», а также награды Организации Объединённых Наций — медали «За службу миру».

## Память
- В честь Потапова названа улица в Усолье-Сибирском.
- На доме, где жил Потапов, и на школе, где он учился, установлены мемориальные доски.
- В 2015 году Потапову посмертно присвоено звание Почётного гражданина города Усолье-Сибирское.
- В память о Потапове регулярно проводятся памятные мероприятия[4].
- 17 января 2023 В Усолье-Сибирском состоялось торжественное открытие памятника[источник не указан 780 дней].